# Беспроводная вычислительная сеть
Беспроводная вычислительная сеть (wireless) — вычислительная сеть, основанная на беспроводном (без использования кабельной проводки) принципе, полностью соответствующая стандартам для обычных проводных сетей (например, Ethernet). В качестве носителя информации в таких сетях могут выступать радиоволны СВЧ-диапазона.

## Применение
Существует два основных направления применения беспроводных компьютерных сетей:
- Работа в замкнутом объеме (офис, выставочный зал и т. п.);
- Соединение удаленных локальных сетей (или удаленных сегментов локальной сети).

Для организации беспроводной сети в замкнутом пространстве применяются передатчики со всенаправленными антеннами. Стандарт IEEE 802.11 определяет два режима работы сети — Ad-hoc и клиент-сервер. Режим Ad-hoc (иначе называемый «точка-точка») — это простая сеть, в которой связь между станциями (клиентами) устанавливается напрямую, без использования специальной точки доступа. В режиме клиент-сервер беспроводная сеть состоит, как минимум, из одной точки доступа, подключенной к проводной сети, и некоторого набора беспроводных клиентских станций. Поскольку в большинстве сетей необходимо обеспечить доступ к файловым серверам, принтерам и другим устройствам, подключенным к проводной локальной сети, чаще всего используется режим клиент-сервер. Без подключения дополнительной антенны устойчивая связь для оборудования IEEE 802.11b достигается в среднем на следующих расстояниях: открытое пространство — 500 м, комната, разделенная перегородками из неметаллического материала — 100 м, офис из нескольких комнат — 30 м. Следует иметь в виду, что через стены с большим содержанием металлической арматуры (в железобетонных зданиях таковыми являются несущие стены) радиоволны диапазона 2,4 ГГц иногда могут вообще не проходить, поэтому в комнатах, разделенных подобной стеной, придется ставить свои точки доступа.
Для соединения удаленных локальных сетей (или удаленных сегментов локальной сети) используется оборудование с направленными антеннами, что позволяет увеличить дальность связи до 20 км (а при использовании специальных усилителей и большой высоте размещения антенн — до 50 км). Причем в качестве подобного оборудования могут выступать и устройства Wi-Fi, нужно лишь добавить к ним специальные антенны (конечно, если это допускается конструкцией). Комплексы для объединения локальных сетей по топологии делятся на «точку-точку» и «звезду». При топологии «точка-точка» (режим Ad-hoc в IEEE 802.11) организуется радиомост между двумя удаленными сегментами сети. При топологии «звезда» одна из станций является центральной и взаимодействует с другими удаленными станциями. При этом центральная станция имеет всенаправленую антенну, а другие удаленные станции — однонаправленные антенны. Применение всенаправленной антенны в центральной станции ограничивает дальность связи дистанцией примерно 7 км. Поэтому, если требуется соединить между собой сегменты локальной сети, удаленные друг от друга на расстояние более 7 км, приходится соединять их по принципу «точка-точка». При этом организуется беспроводная сеть с кольцевой или иной, более сложной топологией.
Мощность, излучаемая передатчиком точки доступа или же клиентской станции, работающей по стандарту IEEE 802.11, не превышает 0,1 Вт, но многие производители беспроводных точек доступа ограничивают мощность лишь программным путём, и достаточно просто поднять мощность до 0,2-0,5 Вт. Для сравнения — мощность, излучаемая мобильным телефоном, на порядок больше(в момент звонка - до 2 Вт). Поскольку, в отличие от мобильного телефона, элементы сети расположены далеко от головы, в целом можно считать, что беспроводные компьютерные сети более безопасны с точки зрения здоровья, чем мобильные телефоны.
Если беспроводная сеть используется для объединения сегментов локальной сети, удаленных на большие расстояния, антенны, как правило, размещаются за пределами помещения и на большой высоте.

## Безопасность
Продукты для беспроводных сетей, соответствующие стандарту IEEE 802.11, предлагают четыре уровня средств безопасности: физический, идентификатор набора служб (SSID — Service Set Identifier), идентификатор управления доступом к среде (MAC ID — Media Access Control ID) и шифрование.
Технология DSSS для передачи данных в частотном диапазоне 2,4 ГГц за последние 50 лет нашла широкое применение в военной связи для улучшения безопасности беспроводных передач. В рамках схемы DSSS поток требующих передачи данных «разворачивается» по каналу шириной 20 МГц в рамках диапазона ISM с помощью схемы ключей дополнительного кода (Complementary Code Keying, CCK). Для декодирования принятых данных получатель должен установить правильный частотный канал и использовать ту же самую схему CCK. Таким образом, технология на базе DSSS обеспечивает первую линию обороны от нежелательного доступа к передаваемым данным. Кроме того, DSSS представляет собой «тихий» интерфейс, так что практически все подслушивающие устройства будут отфильтровывать его как «белый шум».
Идентификатор SSID позволяет различать отдельные беспроводные сети, которые могут действовать в одном и том же месте или области. Он представляет собой уникальное имя сети, включаемое в заголовок пакетов данных и управления IEEE 802.11. Беспроводные клиенты и точки доступа используют его, чтобы проводить фильтрацию и принимать только те запросы, которые относятся к их SSID. Таким образом, пользователь не сможет обратиться к точке доступа, если только ему не предоставлен правильный SSID.
Возможность принятия или отклонения запроса к сети может зависеть также от значения идентификатора MAC ID — это уникальное число, присваиваемое в процессе производства каждой сетевой карте. Когда клиентский ПК пытается получить доступ к беспроводной сети, точка доступа должна сначала проверить MAC-адрес для клиента. Точно так же и клиентский ПК должен знать имя точки доступа.
Механизм Wired Equivalency Privacy (WEP), определенный в стандарте IEEE 802.11, обеспечивает ещё один уровень безопасности. Он опирается на алгоритм шифрования RC4 компании RSA Data Security с 40- или 128-разрядными ключами. Несмотря на то, что использование WEP несколько снижает пропускную способность, эта технология заслуживает более пристального внимания. Дополнительные функции WEP затрагивают процессы сетевой аутентификации и шифрования данных. Процесс аутентификации с разделяемым ключом для получения доступа к беспроводной сети использует 64-разрядный ключ — 40-разрядный ключ WEP выступает как секретный, а 24-разрядный вектор инициализации (Initialization Vector) — как разделяемый. Если конфигурация точки доступа позволяет принимать только обращения с разделяемым ключом, она будет направлять клиенту случайную строку вызова длиной 128 октетов. Клиент должен зашифровать строку вызова и вернуть зашифрованное значение точке доступа. Далее точка доступа расшифровывает полученную от клиента строку и сравнивает её с исходной строкой вызова. Наконец, право клиента на доступ к сети определяется в зависимости от того, прошел ли он проверку шифрованием. Процесс расшифровки данных, закодированных с помощью WEP, заключается в выполнении логической операции «исключающее ИЛИ» (XOR) над ключевым потоком и принятой информацией. Процесс аутентификации с разделяемым ключом не допускает передачи реального 40-разрядного ключа WEP, поэтому этот ключ практически нельзя получить путём контроля за сетевым трафиком. Ключ WEP рекомендуется периодически менять, чтобы гарантировать целостность системы безопасности.
Ещё одно преимущество беспроводной сети связано с тем, что физические характеристики сети делают её локализованной. В результате дальность действия сети ограничивается лишь определенной зоной покрытия. Для подслушивания потенциальный злоумышленник должен будет находиться в непосредственной физической близости, а значит, привлекать к себе внимание. В этом преимущество беспроводных сетей с точки зрения безопасности. Беспроводные сети имеют также уникальную особенность: их можно отключить или модифицировать их параметры, если безопасность зоны вызывает сомнения.

### Несанкционированноевторжение в сеть
Для вторжения в сеть необходимо к ней подключиться. В случае проводной сети требуется электрическое соединение, беспроводной — достаточно оказаться в зоне радиовидимости сети с оборудованием того же типа, на котором построена сеть.
В проводных сетях основное средство защиты на физическом и MAC-уровнях — административный контроль доступа к оборудованию, недопущение злоумышленника к кабельной сети. В сетях, построенных на управляемых коммутаторах, доступ может дополнительно ограничиваться по MAC-адресам сетевых устройств.
В беспроводных сетях для снижения вероятности несанкционированного доступа предусмотрен контроль доступа по MAC-адресам устройств и тот же самый WEP. Поскольку контроль доступа реализуется с помощью точки доступа, он возможен только при инфраструктурной топологии сети. Механизм контроля подразумевает заблаговременное составление таблицы MAC-адресов разрешенных пользователей в точке доступа и обеспечивает передачу только между зарегистрированными беспроводными адаптерами. При топологии «ad-hoc» (каждый с каждым) контроль доступа на уровне радиосети не предусмотрен.
Для проникновения в беспроводную сеть злоумышленник должен:
- Иметь оборудование для беспроводных сетей, совместимое с используемым в сети (применительно к стандартному оборудованию — соответствующей технологии беспроводных сетей — DSSS или FHSS);
- При использовании в оборудовании FHSS нестандартных последовательностей скачков частоты узнать их;
- Знать идентификатор сети, закрывающий инфраструктуру и единый для всей логической сети (SSID);
- Знать (в случае с DSSS), на какой из 14 возможных частот работает сеть, или включить режим автосканирования;
- Быть занесенным в таблицу разрешенных MAC-адресов в точке доступа при инфраструктурной топологии сети;
- Знать ключ WPA или WEP в случае, если в беспроводной сети ведется шифрованная передача.

Решить все это практически невозможно, поэтому вероятность несанкционированного вхождения в беспроводную сеть, в которой приняты предусмотренные стандартом меры безопасности, можно считать очень низкой.
Информация устарела. На 2010 год, принимая во внимания уязвимости WEP, защищенной можно считать сеть, с ключом 128разрядным AES/WPA2 от 20 символов.

## Radio Ethernet
Беспроводная связь, или связь по радиоканалу, сегодня используется и для построения магистралей (радиорелейные линии), и для создания локальных сетей, и для подключения удаленных абонентов к сетям и магистралям разного типа. Весьма динамично развивается в последние годы стандарт беспроводной связи Radio Ethernet. Изначально он предназначался для построения локальных беспроводных сетей, но сегодня все активнее используется для подключения удаленных абонентов к магистралям. С его помощью решается проблема «последней мили» (правда, в отдельных случаях эта «миля» может составлять от 100 м до 25 км). Radio Ethernet сейчас обеспечивает пропускную способность до 54 Мбит/с и позволяет создавать защищенные беспроводные каналы для передачи мультимедийной информации.
Данная технология соответствует стандарту 802.11, разработанному Международным институтом инженеров по электротехнике и радиоэлектронике (IEEE) в 1997 году и описывающему протоколы, которые позволяют организовать локальные беспроводные сети (Wireless Local Area Network, WLAN).
Один из главных конкурентов 802.11 — стандарт HiperLAN2 (High Performance Radio LAN), разрабатываемый при поддержке компаний Nokia и Ericsson. Следует заметить, что разработка HiperLAN2 ведется с учетом обеспечения совместимости данного оборудования с системами, построенными на базе 802.11а. И этот факт наглядно демонстрирует популярность средств беспроводного доступа на основе Radio Ethernet, растущую по мере увеличения числа пользователей ноутбуков и прочих портативных вычислительных средств.